# Kévin Bérigaud
Kévin Bérigaud est un footballeur français né le 9 mai 1988 à Thonon-les-Bains. Il évolue au poste d'attaquant au ES Douvaine

## Biographie

### Jeunesse entre le Chablais et la Suisse (1988-2005)

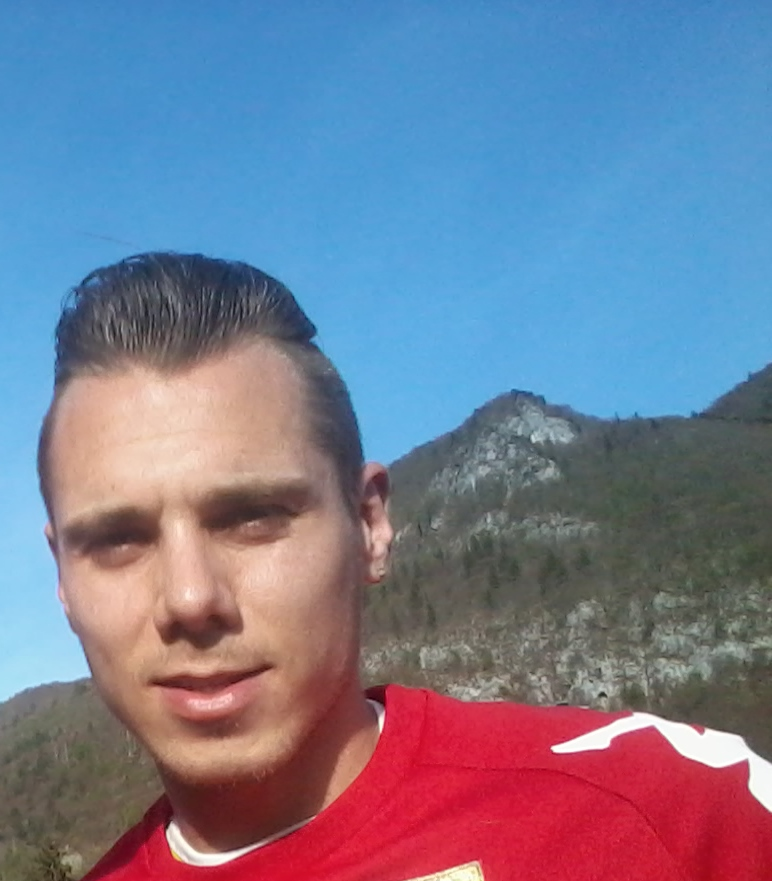
Bérigaud avec l'ETG.

Originaire du Chablais, région du nord du département de la Haute-Savoie, ses parents résident à Sciez. Son père Jean-Pierre Bérigaud est garagiste dans la ville de Douvaine toute proche,,,.
Il commence le football avec ses frères qui l'emmènent jouer avec eux dans la commune voisine d'Allinges, puis est inscrit par ses parents au modeste club de Douvaine, l'Étoile sportive douvainoise. Il est ensuite repéré par le Servette Football Club, club suisse situé à Genève. À cette époque, les parents de Kévin Bérigaud ne veulent pas que Kévin ne fasse du football sa priorité, et ils refusent ainsi une offre de Jean-Michel Aulas lui proposant d'entrer au centre de formation de l'Olympique lyonnais,,,.
Sous l'impulsion de ses parents, Kévin fait donc l'apprentissage du métier de garagiste dans l'entreprise de son père. Visant l'obtention d'un certificat d'aptitude professionnelle de mécanicien (qu'il décrochera facilement), Bérigaud commence donc sa carrière en cumulant, pendant quatre ans, son activité de footballeur et celle de mécanicien, pour laquelle il déclare avoir touché un salaire de 1 100 euros par mois,,,.

### Évian Thonon Gaillard Football Club: le symbole du club (2005-2014)

#### Débuts de carrière compliqué (2005-2008)
En 2005, Kévin Bérigaud, alors âgé de 17 ans, entre au Football Croix-de-Savoie 74 pour terminer sa formation. Sous l'impulsion des formateurs, trouvant qu'il possède un pied droit du niveau de celui de David Beckham, son père accepte qu'il se consacre exclusivement au football, d'autant plus que l'entreprise familiale dans laquelle il travaille comme mécanicien connaît des problèmes économiques, et Kévin, dernier embauché, est le premier à être licencié. Kévin Bérigaud évolue alors principalement avec la réserve (en championnat de division d'Honneur), après être passé par l'équipe des moins de 19 ans du club haut-savoyard. Cette période de sa vie est également ternie par une suspension de quinze mois (finalement réduite à huit mois) résultante d'un coup porté à un adversaire qui lui avait adressé un tacle au niveau des genoux lors de la finale de la Coupe Rhône-Alpes 2007, qui oppose le FCS74 au SO Chambéry,,,,.
Alors vers la fin de sa formation, Kévin Bérigaud est donc écarté des terrains pendant une longue période de la fin de la saison 2006-2007 au début de la saison 2007-2008. Mais Stéphane Martin, alors entraîneur de l'équipe réserve croit beaucoup en lui, si bien qu'il contacte l'entraîneur de l'équipe première Pascal Dupraz pour lui permettre d'intégrer son groupe. Bérigaud fait alors deux apparitions en cours de matchs les 8 et 15 mars 2008, respectivement contre Vesoul Haute-Saône Football et la réserve du Football Club de Metz. En fin de saison le club, devenu Olympique Croix de Savoie 74, après sa fusion avec l'Olympique Thonon Chablais, finit champion de France amateur (quatrième niveau national) et monte en National (troisième niveau),,,.

#### Montée en puissance en même temps que le club (2008-2012)
En National, Kévin Bérigaud parvient à s'imposer comme titulaire lors de la saison 2008-2009, devenant meilleur buteur du club, avec 11 buts pour 29 matchs joués.

#### Progression au plus haut niveau national (2012-2014)
Après la montée d'Évian Thonon Gaillard Football Club en première division, Kévin Bérigaud devient un joueur important du club. Il délivre 20 buts et 8 passes décisives en 3 saisons.

### Montpellier HSC et Angers SCO: difficultés à un plus haut niveau (2014-2017)
Le 10 juin 2014, Kévin Bérigaud s’engage officiellement avec le MHSC pour 4 ans. Malheureusement, il est moins décisif et perd du temps de jeu. Après un prêt à Angers SCO peu fructueux, il retourne à Montpellier où il n'inscrira aucun but.
Le 3 janvier 2017, il est prêté au SCO Angers jusqu'au terme de la saison.
Le 12 janvier 2018, il est libéré par son club pour rejoindre le Paphos Football Club à Chypre.

### Exil dans de modestes championnats européens (depuis 2018)
À Paphos, où il porte n° 74 en hommage au numéro de son département de naissance, après avoir marqué sept buts lors de la fin de la saison 2017-2018, il se blesse aux ligaments croisés en septembre 2018 et manque toute la suite de la saison.
En février 2019, quelques jours avant la reprise du championnat de Lettonie, Bérigaud s'engage avec le Riga FC qui est alors champion en titre.

## Statistiques
| Saison                | Club                  | Championnat           | Championnat | Championnat | Coupe nationale | Coupe nationale | Coupe de la Ligue | Coupe de la Ligue | Total | Total |
| Saison                | Club                  | Division              | M.          | B.          | M.              | B.              | M.                | B.                | M.    | B.    |
| 2007-2008             | O. Croix-de-Savoie 74 | 4                     | 2           | 0           | -               | -               | -                 | -                 | 2     | 0     |
| 2008-2009             | O. Croix-de-Savoie 74 | 3                     | 29          | 11          | 4               | 0               | -                 | -                 | 33    | 11    |
| 2009-2010             | Évian TG              | 3                     | 29          | 13          | 3               | 4               | -                 | -                 | 32    | 17    |
| 2010-2011             | Évian TG              | 2                     | 35          | 6           | 4               | 2               | 2                 | 0                 | 41    | 8     |
| 2011-2012             | Évian TG              | 1                     | 19          | 6           | 1               | 1               | 1                 | 0                 | 21    | 7     |
| 2012-2013             | Évian TG              | 1                     | 35          | 4           | 6               | 4               | -                 | -                 | 41    | 8     |
| 2013-2014             | Évian TG              | 1                     | 32          | 10          | 1               | 0               | 2                 | 0                 | 35    | 10    |
| Sous-total            | Sous-total            | Sous-total            | 181         | 50          | 19              | 11              | 5                 | 0                 | 205   | 61    |
| 2014-2015             | Montpellier HSC       | 1                     | 33          | 4           | 1               | 0               | 1                 | 0                 | 35    | 4     |
| 2015-2016             | Montpellier HSC       | 1                     | 19          | 3           | 2               | 0               | -                 | -                 | 21    | 3     |
| 2016-2017             | Montpellier HSC       | 1                     | 13          | 0           | -               | -               | 2                 | 2                 | 15    | 2     |
| 2016-2017             | Angers SCO (prêt)     | 1                     | 13          | 0           | 4               | 1               | -                 | -                 | 17    | 1     |
| 2017-2018             | Montpellier HSC       | 1                     | 5           | 0           | -               | -               | 2                 | 1                 | 7     | 1     |
| Sous-total            | Sous-total            | Sous-total            | 83          | 7           | 7               | 1               | 5                 | 3                 | 95    | 11    |
| 2017-2018             | Paphos FC             | 1                     | 16          | 7           | 5               | 2               | -                 | -                 | 21    | 9     |
| 2018-2019             | Paphos FC             | 1                     | 3           | 0           | -               | -               | -                 | -                 | 3     | 0     |
| 2019-2020             | Paphos FC             | 1                     | 7           | 2           | -               | -               | -                 | -                 | 7     | 2     |
| 2020-2021             | Paphos FC             | 1                     | 25          | 6           | -               | -               | -                 | -                 | 25    | 6     |
| Sous-total            | Sous-total            | Sous-total            | 51          | 15          | 5               | 2               | -                 | -                 | 56    | 17    |
| 2019                  | Riga FC               | 1                     | -           | -           | -               | -               | -                 | -                 | 0     | 0     |
| Total sur la carrière | Total sur la carrière | Total sur la carrière | 327         | 77          | 31              | 14              | 10                | 3                 | 368   | 94    |

## Palmarès

### En club
Kévin Bérigaud participe à la montée en puissance de l'Évian TG qui passe de la quatrième à la première division en quatre ans en étant champion de CFA en 2008, champion de National en 2010 puis champion de Ligue 2 en 2011. Il est également finaliste de la Coupe de France en 2013 et 2017.

### Distinctions personnelles
Il fait partie de l'équipe type des 10 ans du Thonon Évian Savoie élue par les lecteurs du Dauphiné libéré en 2013.